# Enrique Hormazábal
Enrique Daniel Hormazábal Silva (* 6. Januar 1931 in Santiago; † 18. April 1999 ebenda) war ein chilenischer Fußballspieler und späterer -trainer. Auf Vereinsebene die meiste Zeit für Colo-Colo Santiago aktiv, machte er auch 42 Länderspiele für die Nationalmannschaft seines Heimatlandes.

## Karriere
Enrique Hormazábal wurde am 6. Januar 1931 in der chilenischen Hauptstadt Santiago geboren. Beim CD Santiago Morning begann Hormazábal mit dem Fußballspielen und schaffte dort im Jahre 1948 mit 17 Jahren die Aufnahme in die erste Mannschaft des Vereins, die damals zu den Topteams der Primera División, Chiles höchster Spielklasse im Fußball, gehörte. Bei dem Meister von 1942 stand Enrique Hormazábal von 1948 bis 1955 unter Vertrag, konnte allerdings keinen Titelgewinn feiern. Stattdessen stieg der junge Angreifer mit seiner Mannschaft in Chiles zweite Liga ab, woraufhin er den Verein verließ.
Enrique Hormazábal wechselte zur Spielzeit 1956 zum heutigen chilenischen Rekordmeister CSD Colo-Colo. Hier verbrachte der Stürmer acht erfolgreiche Jahre und damit den Rest seiner Laufbahn. Bereits in seiner ersten Saison bei Colo-Colo gelang der Gewinn der chilenischen Fußballmeisterschaft. In der Primera División belegte das Team den ersten Platz mit einem Vorsprung von fünf Punkten vor den Santiago Wanderers. Zwei Jahre später sicherte man sich gegen CD Universidad Católica die erstmals ausgespielte Copa Chile, den chilenischen Pokalwettbewerb. Seine zweite Meisterschaft mit Colo-Colo konnte Enrique Hormazábal in der Saison 1960 feiern, als man in der ersten chilenischen Liga Platz eins belegte mit einem Vorsprung von drei Punkten erneut vor den Santiago Wanderers. Nachdem in der Folgezeit zwei Jahre in Serie die Meisterschaft abgegeben werden musste, schaffte Hormazábal seine dritte Meisterschaft mit Colo-Colo im Jahre 1963. Diesmal rangierte man nach dem Ende aller Spieltage auf dem ersten Rang in der Primera División mit einem Zähler vor Universidad de Chile. Nach dieser dritten Meisterschaft kehrte Enrique Hormazábal dem aktiven Fußballsport den Rücken, er beendete seine Laufbahn im Alter von 32 Jahren. Zuvor stand er für Colo-Colo in 178 Meisterschaftsspielen auf dem Platz. Dabei gelangen ihm 85 Torerfolge, was einen Schnitt von fast 0,5 Treffern pro Spiel bedeutet. Sieben Jahre nach seinem Karriereende kehrte Enrique Hormazábal zu Colo-Colo zurück und übernahm den Trainerposten bei seinem langjährigen Arbeitgeber. Diese Tätigkeit war jedoch nur von sehr geringem Erfolg geprägt und Hormazábal wurde zur Saison 1972 durch Luis Álamos ersetzt, der den Verein nicht nur zur chilenischen Meisterschaft, sondern auch als ersten Verein des Landes überhaupt ins Endspiel um die Copa Libertadores führen sollte.
Zwischen 1950 und 1963 absolvierte Enrique Hormazábal 42 Länderspiele für die chilenische Fußballnationalmannschaft. Dabei gelangen ihm 17 Torerfolge, was ihm heute noch einen Platz unter den Top Ten der erfolgreichsten Torschützen der Nationalelf Chiles beschert. Die Teilnahme an einer Fußball-Weltmeisterschaft blieb dem wohl besten chilenischen Angreifer der Fünfzigerjahre allerdings verwehrt. Während sich Chile für die Turniere 1954 und 1958 nicht qualifizierte, wurde der 31-jährige Hormazábal für die im eigenen Land stattfindende Fußball-Weltmeisterschaft 1962 von Nationaltrainer Fernando Riera nicht mehr berücksichtigt.

## Erfolge
- Chilenische Meisterschaft: 3×

1956, 1960 und 1963 mit Colo-Colo
- Chilenischer Pokalsieg: 1×

1958 mit Colo-Colo